# Bulbophyllum pendulum
Bulbophyllum pendulum es una especie de orquídea epifita  originaria de  	 Asia.

## Descripción
Es una orquídea de pequeño tamaño, con hábitos epifita con un pseudobulbo orbicular que lleva dos hojas, apicales, lineal, apicalmente bilobuladas, basalmente juntas. Florece en una inflorescencia basal, horizontal a colgante, con pocas a varias flores abiertas sucesivamente.

## Distribución y hábitat
Se encuentra en Mauricio y Reunión.    

## Taxonomía
Bulbophyllum pendulum fue descrita por Louis Marie Aubert Du Petit-Thouars y publicado en Histoire Particulière des Plantes Orchidées t. 104. 1822.
Etimología
Bulbophyllum: nombre genérico que se refiere a la forma de las hojas que es bulbosa.
pendulum: epíteto latino que significa "colgante".
Sinonimia
- Phyllorchis pendula (Thouars) Kuntze
- Phyllorkis pendula (Thouars) Kuntze
- Tribrachia pendula (Thouars) Lindl.[4][5]